# Papaver pygmaeum
Papaver pygmaeum är en vallmoväxtart som beskrevs av Per Axel Rydberg. Papaver pygmaeum ingår i släktet vallmor, och familjen vallmoväxter. Inga underarter finns listade i Catalogue of Life.